# Stazione di Heijō
La stazione di Heijō (平城駅?, Heijō-eki) è una stazione ferroviaria situata nella città di Nara, nella prefettura omonima, in Giappone, servente la linea Kintetsu Kyōto delle Ferrovie Kintetsu.

## Linee
Ferrovie Kintetsu
● Linea Kintetsu Kyōto

## Aspetto
La stazione è costituita da 2 binari passanti in superficie con due marciapiedi laterali, collegati da un sottopassaggio, che contiene il mezzanino e i tornelli di accesso.
| 1 | ■ Linea Kintetsu Kyōto | per Yamato-Saidaiji, Nara, Tenri, Yamato-Yagi, Kashiharajingū-mae e Yoshino                                       |
| 2 | ■ Linea Kintetsu Kyōto | per Takanohara, Shin-Tanabe, Tambabashi, Kyoto e, via linea Karasuma della metropolitana di Kyoto, Kokusai Kaikan |

## Stazioni adiacenti
| «                   | Servizio            | »                   |
| Linea Kintetsu Nara | Linea Kintetsu Nara | Linea Kintetsu Nara |
| ------------------- | ------------------- | ------------------- |
| Takanohara          | Locale              | Yamato-Saidaiji     |
| Transito            | Espresso            | Transito            |